# یواس‌اس ایچیگان (وای‌تی‌بی-۲۱۸)
یواس‌اس ایچیگان (وای‌تی‌بی-۲۱۸) (به انگلیسی: USS Achigan (YTB-218)) یک کشتی بود که طول آن ۱۱۰ فوت ۰ اینچ (۳۳٫۵۳ متر) بود. این کشتی در سال ۱۹۴۴ ساخته شد.